# Leopold I. (raper)
Michael Leopold (vzdevek Leopold I.), slovenski raper, glasbenik in prevajalec, * 18. april, 1991, Gornja Radgona.  

## Življenje in delo
Prihaja iz Gornje Radgone, že več kot desetletje pa živi v Mariboru. Sprva je začel ustvarjati pod nadimkom Majki, vendar takrat ni dosegel preboja in je nato naredil nekajleten premor. Nato se je vrnil na sceno kot Leopold I. (s skladbo »Nesen«) ter začel prepevati v svojem radgonskem narečju. Zaslovel je s kasnejšo izpovedno skladbo »Povej«. Velik odziv in priljubljenost je dosegel s skladbo »Kinderšpil«, ki je priredba nemške pesmi »Alle Kinder«. Skladba mu je prinesla nagrade za naj novo slovensko skladbo leta 2023 po izboru radijskih poslušalcev na festivalu Frišno/Fresh.
V svojih pesmih se poigrava s številnimi slogi in tematikami; njegove skladbe pogosto nosijo politično sporočilo in opozarjajo na družbene krivice. Po izobrazbi je prevajalec in tolmač iz nemščine.

## Diskografija

### Studijski album
- Dobro jütro (2022)

### Pesmi
| Naslov                                 | Leto | Album / EP  |
| -------------------------------------- | ---- | ----------- |
| »Nesen« (skupaj z Eyeceeou, Mito)      | 2020 | Dobro jütro |
| »Povej«                                | 2021 | Dobro jütro |
| »Unikat«                               | 2021 | Dobro jütro |
| »Edino«                                | 2021 | Dobro jütro |
| »Pleše po svoje« (skupaj s Hauptmanom) | 2021 | Dobro jütro |
| »Kinderšpil«                           | 2022 | Dobro jütro |
| »Čizi«                                 | 2023 | —           |
| »Tista zakartana ura«                  | 2023 | —           |
| »Skada«                                | 2024 | —           |
| »Skrečka«                              | 2024 | —           |

## Prevodi
- Lenz, Siegfried; Veliki Wildenberg (Liter jezika, 2016)
- Lenz, Siegfried; Ljubezni polna hiša (Liter jezika, 2016)
- Steinkopf, Leander, Razliti kot rdeče vino: revščina, nerazumevanje in osamljenost v Berlinu (Novi zvon, 2019)

## Proza
- Drevo življenja (Liter jezika, 2016)